# Teorema di Kronecker
Il teorema di Kronecker (o dei minori orlati o semplicemente degli orlati) è un teorema di algebra lineare che permette di calcolare il rango di una matrice.
In una matrice {\displaystyle A}, considerata una sottomatrice quadrata di ordine {\displaystyle p} con determinante diverso da zero, si definiscono orlati tutte le sottomatrici quadrate di ordine {\displaystyle p+1}, ottenute aggiungendo una riga e una colonna di {\displaystyle A}. Se tutti gli orlati hanno determinante nullo, allora {\displaystyle rk(A)=p}. 
Grazie a tale teorema non occorre controllare tutti i minori contenuti in una matrice, ma solo quelli che orlano un minore di ordine {\displaystyle p}.

## Esempio
La seguente matrice:
{\displaystyle A={\begin{pmatrix}0&1&1\\1&0&2\\3&-5&1\\2&-1&3\end{pmatrix}}}
ha un minore di ordine {\displaystyle 2} non nullo:
{\displaystyle A_{m}={\begin{pmatrix}0&1\\1&0\end{pmatrix}}}
È sufficiente considerare gli orlati di {\displaystyle A_{m}}, che sono solo due dei quattro minori di ordine {\displaystyle 3} di {\displaystyle A}:
{\displaystyle \det {\begin{pmatrix}0&1&1\\1&0&2\\3&-5&1\end{pmatrix}}=0}
{\displaystyle \det {\begin{pmatrix}0&1&1\\1&0&2\\2&-1&3\end{pmatrix}}=0}
Essi risultano nulli, quindi {\displaystyle rk(A)=2}.